# Badlands

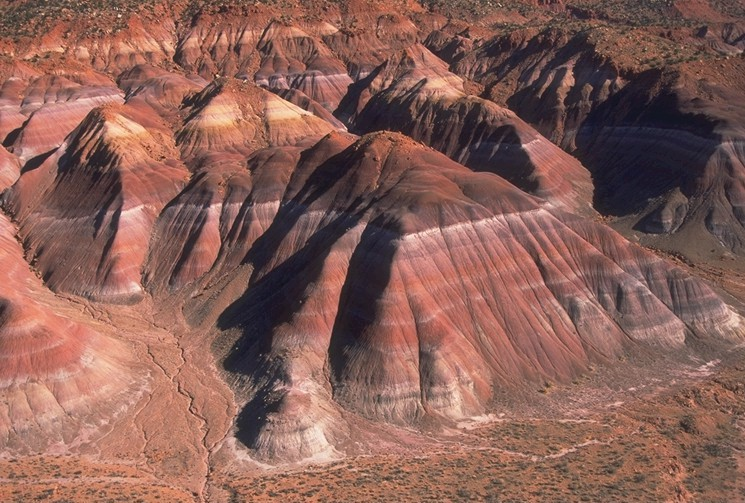
Chinle Badlands în Monumentul Grand Staircase-Escalante

Badlands (regiuni rele) este un termen care se referă la o regiune argiloasă aridă, care este supusă unui proces intens de eroziune realizată în special prin acțiunea apei și vântului. Forma de relief geologică tipică badlands-urilor sunt canioanele, defileele, cheile și hoodoosurile. Regiunea are în general o colorație tipică de la negru-albăstrui până la galben roșiatic. În Germania există o regiune asemănătoare sub cetatea Burg Gleichen din ținutul Erfurt și la marginea de vest a munților Eifel lângă Bitburg. Cele mai cunoscute dintre ele sunt situate în SUA și Canada:
- Parcul Național Badlands din Dakota de Sud
- Badlands (Canada) în Alberta